# 이창우 (법조인)
이창우(李彰雨, 1934년 ~)은 제25대 서울지방검찰청 검사장을 역임한 법조인이다.

## 경력
- 1958년 제10회 고등고시 사법과 합격
- 1959년 해병대 법무관
- 1963년 부산지검 검사
- 1965년 대구지검 김천지청 검사
- 1967년 서울지검 검사
- 1975년 서울고검 검사
- 1975년 대구지검 부장검사
- 1977년 광주고검 검사
- 1978년 서울지검 영등포지청 부장검사
- 1979년 서울지검 부장검사
- 1980년 부산지검 제1차장검사
- 1981년 대검찰청 공안부장검사
- 1982년 6월 18일 ~ 1983년 3월 28일 제25대 서울지방검찰청 검사장
- 1990 변호사 개업(서울)영등포종합 법무법인 변호사